# Szkoła Podstawowa nr 10 im. Arkadego Fiedlera w Poznaniu
Szkoła Podstawowa nr 10 im. A. Fiedlera w Poznaniu (d. Szkoła Górczyńska, im. Św. Łazarza, im. św. Stanisława Kostki, im. Milicji Obywatelskiej) – szkoła podstawowa w Poznaniu na Górczynie mająca swój początek w pierwszej połowie XIX wieku.

## Historia
Pierwsze wzmianki o szkole pochodzą z 1841 roku - wtedy w Towarzystwie Ubezpieczeń Ogniowych ubezpieczono budynek szkoły. W 1871 kronika szkolna informuje o spaleniu się dotychczasowego gmachu szkolnego znajdującego się przy stawie Ślum. Nowy budynek szkoły został wybudowany przy ul. Bosej (Schulstrasse). Do szkoły uczęszczało wtedy ponad 200 uczniów. Pierwszym dyrektorem w nowym budynku został Tadeusz Pawlak.
Po odzyskaniu niepodległości w 1919 szkoła zorganizowała nauczanie ludności polskiej. Na zajęcia do budynku przy ul. Bosej uczęszczali tylko chłopcy (klasy żeńskie znajdowały się w 3 budynkach przy ul. Kosynierskiej jako Szkoła Podstawowa nr 24). Budynek szkoły był dwukrotnie przebudowywany w latach 20. XX wieku.
W czasie II wojny światowej Niemcy zezwolili na funkcjonowanie szkoły przez 1 miesiąc (od 13 października 1939 do 12 listopada 1939), następnie szkołę zamknięto, a uczniowie i nauczyciele zostali wykorzystani jako robotnicy przymusowi.
Podczas walk o Poznań w styczniu 1945 budynek został uszkodzony. Po zajęciu części miasta przez wojska Armii Czerwonej i Wojska Polskiego budynek służył jako szpital polowy (w czasie jego funkcjonowania leżało tam 3 000 rannych, 38 zmarłych pochowano w szkolnym ogrodzie) a później jako siedziba wojsk radzieckich.
Szkoła została reaktywowana w lutym 1945 w budynkach przy ul. Jarochowskiego, a od 14 marca 1945 - w dawnym budynku szkoły przy ul. Bosej.
Od 1948 organizowano kolejne klasy (szkoła była 11-letnia) i w wyniku rozwoju pojawiły się oddziały szkolne jako zaczątek Liceum nr 8, które początkowe lata swojego istnienia (1951-1957) miało siedzibę przy ul. Bosej. Przez krótki okres w 1961 budynek był wykorzystywany także przez Specjalną Szkołę Zawodową.
10 października 1974, z okazji 30-lecia Milicji Obywatelskiej i Służby Bezpieczeństwa, szkole nadano jej imię.
Obecnego patrona szkoła uzyskała w 2002.

### Nazwy szkoły
Szkoła wielokrotnie zmieniała nazwę w następstwie zmian administracyjnych i politycznych. Kolejne nazwy szkoły:
- 1871-1897: Szkoła Górczyńska
- 1897-1900: II Gminna Szkoła im. Św. Łazarza
- 1900-1905: X Szkoła Miejska w Poznaniu
- od 1905: Szkoła Górczyńska
- Szkoła Podstawowa nr 10 imienia św. Stanisława Kostki
- od 1974: Szkoła Podstawowa nr 10 imienia Milicji Obywatelskiej
- od 2002: Szkoła Podstawowa nr 10 imienia Arkadego Fiedlera

## Dyrektorzy
| Stanowisko dyrektora | Stanowisko dyrektora | Imię i nazwisko         |
| od                   | do                   | Imię i nazwisko         |
| -------------------- | -------------------- | ----------------------- |
| 1873                 | 31 grudnia 1908      | Tadeusz Pawlak          |
| styczeń 1919         | styczeń 1919         | Alejski                 |
| 1919                 |                      | Jan Krośniak            |
|                      | 1939                 | Kwaśnik                 |
| 1945                 | 1 grudnia 1945       | Leokadia Góralowa       |
| 1 grudnia 1946       | 1947                 | Helena Ederrowa         |
| 1947                 | 16 marca 1948        | Bronisława Moderska     |
| 16 marca 1948        |                      | Leon Macniak            |
| wrzesień 1949        | 24 czerwca 1961      | Kazimiera Kałamajska    |
| 24 czerwca 1961      | 1971                 | Karol Ceptowski         |
| wrzesień 1971        | czerwiec 1981        | Krystyna Kutko-Bałabuch |
| wrzesień 1981        | 1982                 | Ludwik Bogdan           |
| 1982                 | 1990                 | Aleksandra Kałuża       |
| 1990                 | 1999                 | Danuta Matuszak         |
| 1999                 | czerwiec 2006        | Magdalena Katarzyńska   |
| czerwiec 2006        | 1 grudnia 2006       | Wojciech Kuik           |
| 1 grudnia 2006       |                      | Małgorzata Kramer       |

## Tradycja

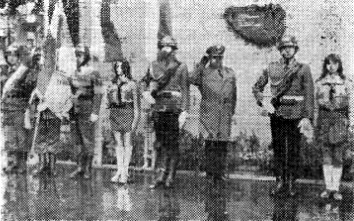
Odsłonięcie tablicy honorowej z okazji nadania imienia Milicji Obywatelskiej i służby bezpieczeństwa (10 października 1974)

### Hymn szkoły
Hymnem szkoły jest Piosenka o naszym patronie Arkadym Fiedlerze (sł. Alicja Stefańska).

### Sztandar
13 października 1985 szkoła otrzymała sztandar ufundowany przez Wojewódzki Urząd Spraw Wewnętrznych. W uroczystości wręczenia uczestniczyli m.in. Romuald Zysnarski (wicewicewojewoda), Jan Maćkowiak (sekretarz KW PZPR), Mirosław Kopiński (wiceprezydent miasta), płk Zdzisław Stocki (szef WUSW).
W związku ze zmianą patrona 26 listopada 2010 szkoła otrzymała nowy sztandar.

### Tablica pamiątkowa patrona
Podczas uroczystości wręczania sztandaru szkole (26 listopada 2010) odsłonięta została tablica pamiątkowa Arkadego Fiedlera.